# Куп победника купова у фудбалу 1989/90.
Куп победника купова 1989/1990. је било 30. издање клупског фудбалског такмичења које је организовала УЕФА.
Такмичење је трајало од 16. августа 1989. дo 9. маја 1990. године. Сампдорија је у финалу била успешнија од Андерлехта и освојила први трофеј Купа победника купова. Финална утакмица одиграна је на стадиону Улеви у Гетеборгу. Најбољи стрелац такмичења био је Ђанлука Вијали са 7 постигнутих голова.

## Резултати

### Прелиминарна рунда
| Меч | Клуб       | Држава   | укупан рез. | Држава   | Клуб          | 1. утак. | 2. утак. |
| --- | ---------- | -------- | ----------- | -------- | ------------- | -------- | -------- |
| 1   | Черноморец | Бугарска | 3:5         | Албанија | Динамо Тирана | 3:1      | 0:4      |

### Први круг
| Меч | Клуб              | Држава       | укупан рез. | Држава          | Клуб              | 1. утак. | 2. утак.    |
| --- | ----------------- | ------------ | ----------- | --------------- | ----------------- | -------- | ----------- |
| 1   | Реал Ваљадолид    | Шпанија      | 6:0         | Малта           | Хамрун Спартанс   | 5:0      | 1:0         |
| 2   | Унион Луксембург  | Луксембург   | 0:5         | Шведска         | Јургорден         | 0:0      | 0:5         |
| 3   | Белененсес        | Португалија  | 1:4         | Француска       | Монако            | 1:1      | 0:3         |
| 4   | Валур             | Исланд       | 2:4         | Источна Немачка | Динамо Берлин     | 1:2      | 1:2         |
| 5   | Бешикташ          | Турска       | 1:3         | Западна Немачка | Борусија Дортмунд | 0:1      | 1:2         |
| 6   | Бран              | Норвешка     | 0:3         | Италија         | Сампдорија        | 0:2      | 0:1         |
| 7   | Торпедо Москва    | СССР         | 6:0         | Ирска           | Корк сити         | 5:0      | 1:0         |
| 8   | Слован Братислава | Чехословачка | 3:4         | Швајцарска      | Грасхопер         | 3:0      | 0:4(п.с.н.) |
| 9   | Андерлехт         | Белгија      | 10:0        | Северна Ирска   | Балимина јунајтед | 6:0      | 4:0         |
| 10  | Барселона         | Шпанија      | 2:1         | Пољска          | Легија Варшава    | 1:1      | 1:0         |
| 11  | Адмира Вакер      | Аустрија     | 3:1         | Кипар           | АЕЛ Лимасол       | 3:0      | 0:1         |
| 12  | Ференцварош       | Мађарска     | 6:2         | Финска          | Хака              | 5:1      | 1:1         |
| 13  | Панатинаикос      | Грчка        | 6:5         | Велс            | Свонзи Сити       | 3:2      | 3:3         |
| 14  | Тирана            | Албанија     | 1:2         | Румунија        | Динамо Букурешт   | 1:0      | 0:2         |
| 15  | Гронинген         | Холандија    | 3:1         | Данска          | Икаст             | 1:0      | 2:1         |
| 16  | Партизан          | СФРЈ         | 6:6(п.г.г.) | Шкотска         | Селтик            | 2:1      | 4:5         |

### Други круг
| Меч | Клуб              | Држава          | укупан рез. | Држава          | Клуб            | 1. утак. | 2. утак. |
| --- | ----------------- | --------------- | ----------- | --------------- | --------------- | -------- | -------- |
| 1   | Реал Ваљадолид    | Шпанија         | 4:2         | Шведска         | Јургорден       | 2:0      | 2:2      |
| 2   | Монако            | Француска       | 1:1(п.г.г.) | Источна Немачка | Динамо Берлин   | 0:0      | 1:1      |
| 3   | Борусија Дортмунд | Западна Немачка | 1:3         | Италија         | Сампдорија      | 1:1      | 0:2      |
| 4   | Торпедо Москва    | СССР            | 1:4         | Швајцарска      | Грасхопер       | 1:1      | 0:3      |
| 5   | Андерлехт         | Белгија         | 3:2         | Шпанија         | Барселона       | 2:0      | 1:2      |
| 6   | Адмира Вакер      | Аустрија        | 2:0         | Мађарска        | Ференцварош     | 1:0      | 1:0      |
| 7   | Панатинаикос      | Грчка           | 1:8         | Румунија        | Динамо Букурешт | 0:2      | 1:6      |
| 8   | Гронинген         | Холандија       | 5:6         | СФРЈ            | Партизан        | 4:3      | 1:3      |

### Четвртфинале
| Меч | Клуб            | Држава   | укупан рез.     | Држава     | Клуб         | 1. утак. | 2. утак.    |
| --- | --------------- | -------- | --------------- | ---------- | ------------ | -------- | ----------- |
| 1   | Реал Ваљадолид  | Шпанија  | 0:0 1:3 ( пен.) | Француска  | Монако       | 0:0      | 0:0(п.с.н.) |
| 2   | Сампдорија      | Италија  | 4:1             | Швајцарска | Грасхопер    | 2:0      | 2:1         |
| 3   | Андерлехт       | Белгија  | 3:1             | Аустрија   | Адмира Вакер | 2:0      | 1:1         |
| 4   | Динамо Букурешт | Румунија | 4:1             | СФРЈ       | Партизан     | 2:1      | 2:0         |

### Полуфинале
| Меч | Клуб      | Држава    | укупан рез. | Држава   | Клуб            | 1. утак. | 2. утак. |
| --- | --------- | --------- | ----------- | -------- | --------------- | -------- | -------- |
| 1   | Андерлехт | Белгија   | 2:0         | Румунија | Динамо Букурешт | 1:0      | 1:0      |
| 2   | Монако    | Француска | 2:4         | Италија  | Сампдорија      | 2:2      | 0:2      |

### Финале
| Меч | Клуб       | Држава  | укупан рез. | Држава  | Клуб      |
| --- | ---------- | ------- | ----------- | ------- | --------- |
| 1   | Сампдорија | Италија | 2:0(п.с.н.) | Белгија | Андерлехт |

| Освајач Купа победника купова у фудбалу 1989/90. |
| ------------------------------------------------ |
| Сампдорија 1. Титула                             |